# Souverain (pièce en or)
Le souverain (en anglais sovereign) est une pièce en or du Royaume-Uni.
Il a été frappée pour la première fois en 1489, à la demande du roi d'Angleterre Henri VII.
À partir de 1817, sous le règne du roi George III, après une importante réforme monétaire, la pièce en or est produite régulièrement selon un format strict et une valeur correspondant à une livre sterling, et ce, jusqu'à l'abandon de l'étalon-or (1931).
Depuis 1957, la Royal Mint poursuit la frappe du souverain en or aux mêmes standards initiaux, une production qui est destinée aux collectionneurs et aux investisseurs.

## Histoire monétaire

### Origines du souverain

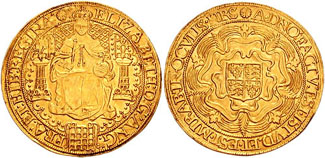
Souverain frappé sous Elizabeth I en 1585, poids de 15.55 g.

Le premier « sovereign » est frappé à la fin du XVe siècle sous le règne d'Henri VII entre 1489 et 1492 : à l'avers, il figure le roi en majesté portant les regalia et assis sur un trône, et au revers l'écusson de la famille royale centré à l'intérieur d'une rose, symbole des Tudors, symbole célébrant ici l'accession au pouvoir de cette famille. Comme la plupart des monnaies de cette époque, aucune valeur n'est indiquée. En revanche, le poids est rigoureusement fixé à 240 grains troy ou 15,552 g d'or titré 958,3 millièmes (23 carats). Il vaut à l'échange 20 shillings, soit une livre sterling. C'est la première fois qu'un souverain anglais fait frapper une aussi grosse pièce en or. Sous le règne de Henri VII, l'angel continue d'être frappé, pesant 5,12 g d'or, soit ⅓ de livre sterling, format qui avait succédé au noble d'or.
Les frappes se poursuivirent sous Henri VIII. Avec Édouard VI, cependant, eurent lieu une série de réformations, qui provoquèrent la frappe de deux formes de souverains : le premier, fidèle au type créé par Henri VII, fut réévalué à 30 shillings, le second type, vit son poids abaissé à 11,31 g titrant 22 carats, dont la valeur était de 20 shillings. La reine Élisabeth Ire perpétua le même système de frappes. Sous Jacques Ier, dès 1603, les frappes sont suspendues. Une nouvelle pièce en or, l'unite, est produite, pour un poids de 9,1 g, valant 20 shillings.
En 1663, sous Charles II, est lancée la guinée en or, valant 21 shillings, qui va connaître un succès croissant jusqu'en 1797,.

### Souverain moderne

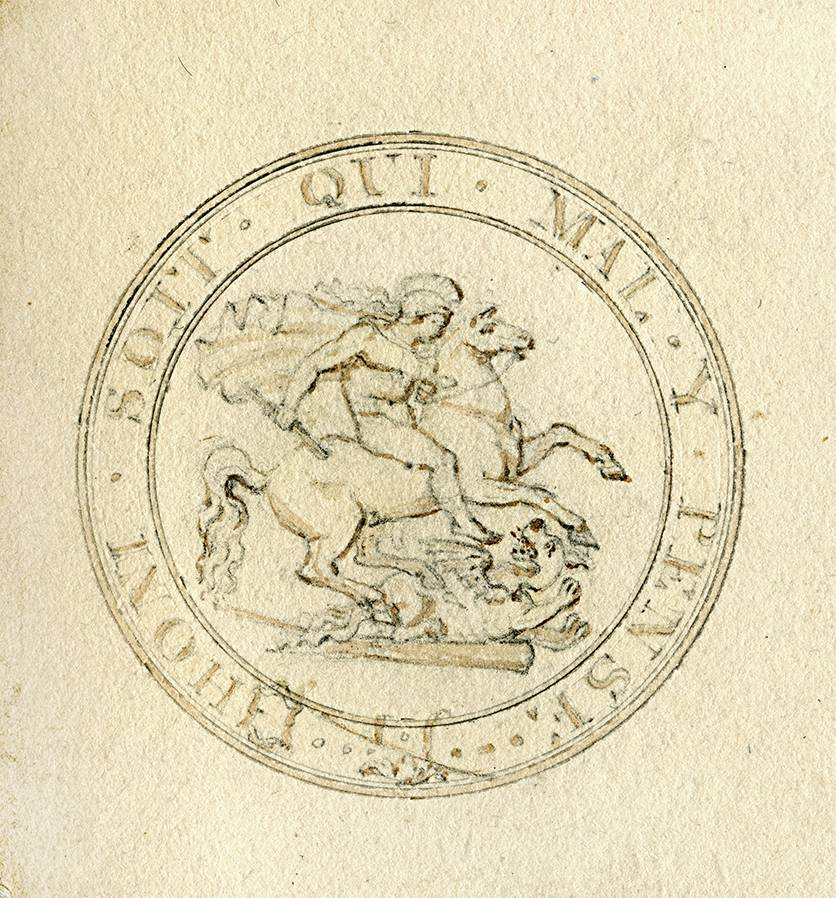
Croquis de Benedetto Pistrucci pour le revers de la monnaie.

En 1817, à la suite d'une réforme monétaire majeure — le Coinage Act 1816 (en) — conduite par William Wellesley Pole, le directeur de la Royal Mint demande au graveur italien Benedetto Pistrucci de concevoir le nouveau dessin du revers de la nouvelle pièce britannique en or valant 1 livre sterling, le saint Georges terrassant le dragon. Son poids total, son poids d'or et son diamètre ont alors été fixés de façon définitive : 7,988 g d'or à 917 millièmes. Entre 1489 et 1817, la livre sterling a donc perdu près de 50 % de sa valeur en or.
De nombreux parlementaires pensaient qu'il fallait émettre une pièce d'une livre plutôt que de 21 shillings (1,05 livre) correspondant à la guinée frappés jusqu'à cette époque. À l'origine, la pièce était impopulaire car le public préférait la commodité des billets de banque, mais le papier-monnaie d'une valeur de 1 livre fut bientôt limité par la loi. Cette concurrence ayant disparu, le souverain est non seulement devenu une pièce de circulation populaire, mais il était aussi utilisé dans le commerce international et dans les pays étrangers, considéré comme une pièce contenant une quantité d'or connue,,.
Le gouvernement britannique encouragea l'utilisation du souverain comme aide au commerce international, et la Royal Mint prit des mesures pour que les pièces d'or légères soient retirées de la circulation. Entre les années 1850 et 1932, le souverain a également été frappé dans les monnaies coloniales, d'abord en Australie, puis au Canada, en Afrique du Sud et en Inde. Elles sont frappées à nouveau en Inde depuis 2013 (en plus de la production britannique) pour le marché local. Les souverains émis en Australie portaient initialement un dessin local unique, mais en 1887, tous les nouveaux souverains portaient le dessin de Pistrucci. Les frappes y étaient si importantes qu'en 1900, environ 40 % des souverains britanniques avaient été frappés en Australie,,.
Le gouvernement britannique a émis régulièrement la pièce jusqu'au début de la Première Guerre mondiale en 1914 : là, le souverain, thésaurisé, disparaît de la circulation, remplacé par du papier-monnaie, mais la pièce continua à être frappée dans différents ateliers monétaires du monde. Ces ateliers sont identifiables par la lettre présente sur la pièce : Melbourne (M), Perth (P), Sydney (S), Bombay (I), Ottawa (C) ; le dernier souverain en or figurant George V a été frappé en 1932 à Pretoria en Afrique du Sud et le premier et dernier souverain figurant George VI fut frappé à Londres en 1937 à moins de 6 000 exemplaires.
Le 21 septembre 1931, le gouvernement britannique décide d'abandonner la convertibilité de la livre en or, ce qui permet de dévaluer la livre de 25 % : concrètement, on ne peut plus, passé cette date, échanger un billet de 1 livre contre un souverain en or. La spéculation sur la livre n'est plus possible donc les spéculateurs se replient sur le dollar, qui lui est convertible en or.
La pièce était encore utilisée au Moyen-Orient et la demande a augmenté dans les années 1950, ce à quoi, en 1957, la Royal Mint décide de reprendre la frappe des souverains or destinés à l'investissement. Les souverains ne sont pas frappés toutes les années, mais leur émission se fait sur une base assez régulière,,,. Son prix de vente dépend de l'évolution journalière du fixing du cours de l'or.

## Aspect

### Avers
L'avers du souverain arbore l'effigie du monarque de l'époque à laquelle il a été frappé. La première pièce de souverain moderne montre le portrait du roi George III avec sa tête tournée à droite et portant une couronne de laurier. Autour de sa tête, il est inscrit : GEORGIUS III. D.G. BRITANNIAR. REX F.D. Ce qui se traduit par Georges III, roi des Britanniques par la grâce de Dieu et défendeur de la foi.

### Revers
Le revers du souverain présente la figure de saint Georges dressé sur son cheval pourfendant un dragon. Sous la représentation de saint Georges, on retrouve le millésime, ainsi que les initiales « BP » de Benedetto Pistrucci, le graveur de la pièce.
Bien qu'on retrouve la gravure de saint Georges tuant le dragon sur l'avers de la plupart des pièces émises. D'autres dessins sur le revers ont été utilisés, durant les règnes de Guillaume IV, Victoria, George IV et Élisabeth II. On y retrouve les armoiries d'Angleterre ou le buste de Guillaume IIII.

### Caractéristiques
- Dénomination : Souverain (sovereign).
- Année d'édition : 1817.
- Titre : 916,0 ‰.
- Masse : 7,988 05 g.
- Diamètre : 22,05 mm.
- Épaisseur : 1,52 mm.
- Contenance en or : 7,322 g.
- Lieu de frappe : Royaume-Uni.
- Métal : Or.

## Déclinaisons
Le souverain ne comporte aucune valeur faciale, mais vaut 1 livre sterling (officiellement jusqu'en 1931). Il possède des sous-multiples et des multiples, déterminés en fonction du poids d'or :
| Valeur faciale      | Poids d'or pur (g) | Poids brut (g) | Diamètre (mm) | Épaisseur (mm) |
| ------------------- | ------------------ | -------------- | ------------- | -------------- |
| Quintuple Souverain | 36,61              | 39,94          | 36,00         | 3,00           |
| Double Souverain    | 14,64              | 15,98          | 28,04         | 2,50           |
| Souverain           | 7,32               | 7,988          | 22,05         | 1,52           |
| Demi Souverain      | 3,66               | 3,995          | 19,30         | 1,260          |
| Quart Souverain     | 1,83               | 1,9975         | 13,50         |                |

## Années de circulation

### Premières années (1817–1837)

#### George III (1817-1820)

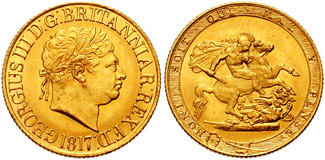
Souverain or figurant George III - 1817

Le souverain or George III est la première des pièces de ce type moderne et constitue la base du nouveau système monétaire instauré au sein de l'Empire Britannique au début du XIXe siècle par le gouvernement de Robert Jenkinson. Elle est frappée pour la première fois en 1817 et son émission se poursuit jusqu'en 1820, année du décès du roi. Avers et revers ont été conçus par Benedetto Pistrucci. Au revers, le motif est entouré de la devise Honi soit qui mal y pense.

#### George IV (1820-1830)

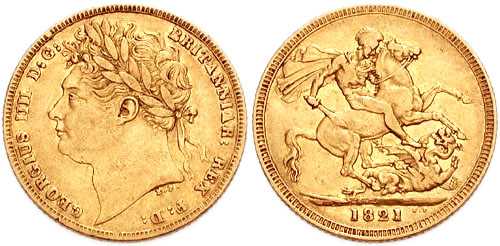
Souverain Or George IV 1821

Pendant le règne de George IV, deux modèles de souverains or seront créés à son effigie, le Souverain or « George IIII » est la première version émise entre 1821 et 1825. Et le Souverain or « George IV » est le second modèle, frappée entre 1825 et 1830. Les deux modèles diffèrent en de nombreux points mais le plus marquant est l'écriture romaine du chiffre « 4 » placée après « Georgius », sur la bordure de l'avers des pièces. Elle est constituée de quatre bâtons sur le premier « IIII » et de « IV » sur le second.

#### Guillaume IV (1830-1837)
En 1830, Guillaume IV devient roi et remplace le roi Georges IV sur les pièces de monnaie d'or du Royaume. Les Souverains Or « Guillaume IIII » seront frappés de 1831 à 1833, et de 1835 à 1837. L'inscription, placée sur la bordure de l'avers, s'écrit « Gulielmus IIII Dei Gratia Britanniarum Rex Fidei Defensor ». Elle signifie « Guillaume IIII, par la grâce de Dieu, roi des Bretagnes, défenseur de la foi ».

### Victoria (1837-1901)
Plusieurs modèles de Souverains Or ont été frappés représentent la reine Victoria à différentes étapes de son règne.

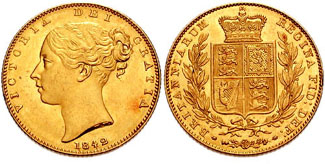
La reine Victoria sur l'avers d'un souverain de 1842

#### Le premier Souverain à l'effigie de Victoria
Le Souverain « Victoria jeune écusson » est le premier de la série et a été émis à partir de 1838. C'est le buste d'une « jeune » Victoria qui est gravé sur l'avers de la pièce, elle est âgée de 19 ans lorsque ce Souverain est frappé pour la première fois.

#### Saint Georges remplace l'écusson
En 1871, un deuxième modèle de Souverain Or à l'effigie de la reine est créé. Cela fait 33 ans que le Souverain « Victoria jeune écusson » est frappé. Il est alors décidé que les armoiries présentes sur le revers de la pièce soient remplacées par la célèbre gravure de saint Georges pourfendant un dragon, réalisée en 1817 par Benedetto Pistrucci. Le portrait de la reine reste, lui, inchangé.

#### «Victoria Jubilée»

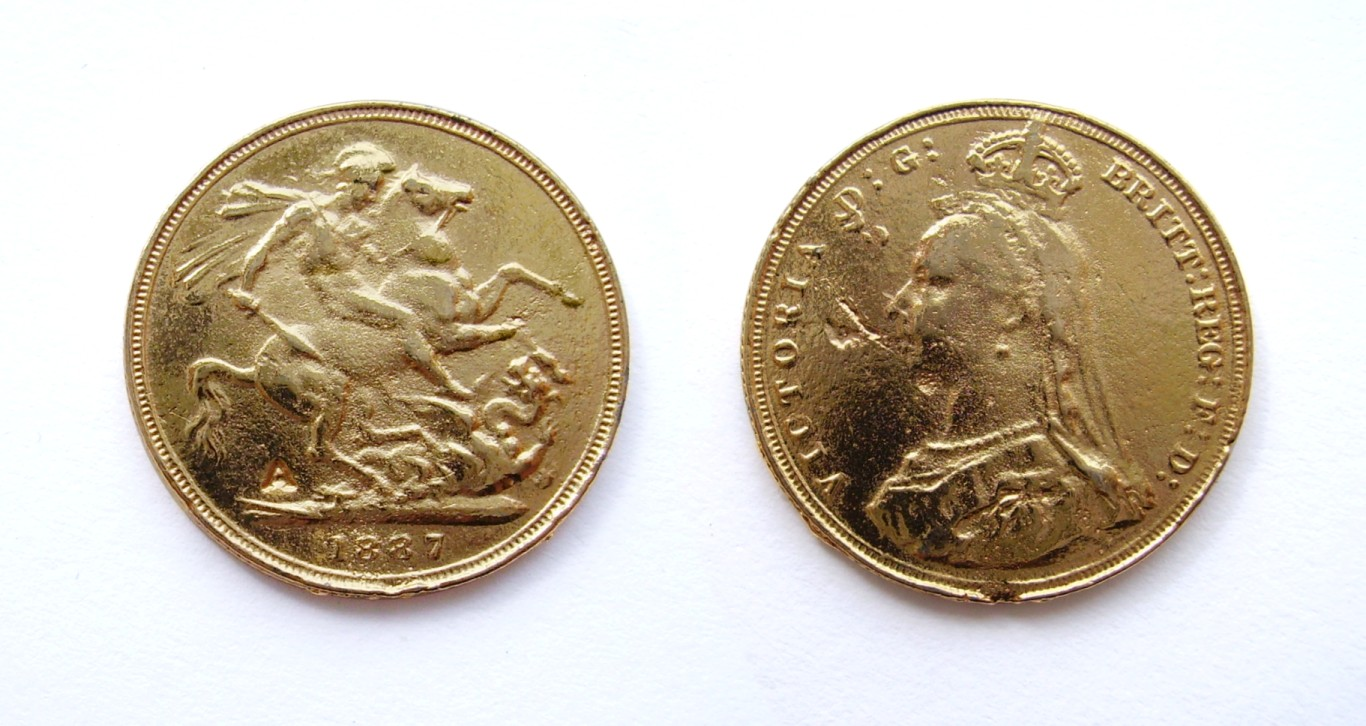
Souverain or Victoria 1887

En 1887, à l'occasion du jubilé d'or de la reine Victoria, sa représentation sur les pièces de Souverain Or est renouvelée. Elle est montrée portant un voile et une couronne. Cette frappe est également appelée « Victoria effigie du jubilé », « Victoria buste du jubilé » ou « Victoria jubilé tête couronnée ». Elle sera frappée jusqu'en 1892.

#### «Victoria Old Head»
Victoria Old Head, « vieille tête » ou « tête voilée », les trois noms de ce type sont utilisés indifféremment pour nommer le dernier souverain or créée à l'effigie de la reine Victoria, frappée de 1893 à 1901. La souveraine y est représentée âgée et voilée. Ce dessin est conçu par Thomas Brock, sculpteur britannique. Ses initiales « T.B. » sont gravées sous l'épaule de la reine. Pour la première fois, à l'avers est ajoutée la mention IND. IMP. pour « impératrice de l'Inde », titulature qui sera reprise dans les frappes suivantes jusqu'en 1937.

### Édouard VII (1901-1910)
En 1901, le roi Édouard VII accède au trône. Il a succédé à sa mère Victoria. À partir de l'année de frappage de 1902, les pièces en or de souverain avec le portrait d'Édouard VII ont été frappées et émises à l'Empire britannique. L'image numismatique restait inchangée pendant tout le règne. C'est seulement à l'aide de la lettre de l'hôtel des monnaies indiquant l'origine d'une pièce que les pièces de souverain d'Édouard varient.

### George V  (1910-1936)

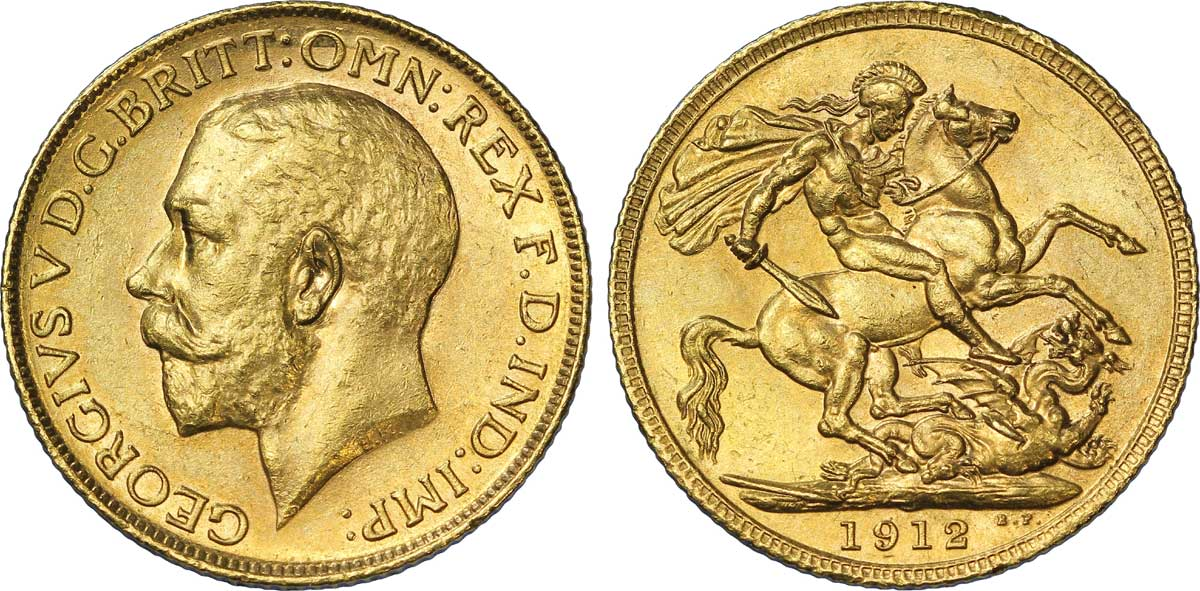
Souverain Georges V

En 1910, au décès de son père Édouard VII, George V est nommé roi du Royaume-Uni de Grande-Bretagne et d'Irlande. Son effigie est placée sur les pièces de Souverains Or à partir de 1911 et jusqu'à sa mort en 1936. Son portrait est signé Edgar Bertram Mackennal, graveur et sculpteur australien.

### Édouard VIII (1936)
En 1936, la Royal Mint frappe quelques essais montrant le portrait d'Édouard VIII mais les pièces en or n'ont jamais été émises officiellement, du fait de son abdication après quelques mois. L'abréviation « Edwardus Dei Gratia Britanniarum Omnium Rex Fidei Defensor Indiae Imperator » est placée sur la bordure de l'avers de la pièce « Edouard VII ». Ce qui se traduit par « Édouard VII, par la grâce de Dieu, roi de toutes les Bretagnes, défenseur de la foi, empereur des Indes ».

### George VI (1936-1952)
Fin 1936, George VI a succédé à son frère Édouard VIII au trône britannique. Les frappes en or figurant le portrait de George VI existent seulement pour les formats souverain et demi-souverain, au millésime 1937 et sont issues des ateliers de l'Afrique du Sud et de l'Arabie Saoudite.

### Élisabeth II (1952-2022)
Élisabeth II est reine du Royaume-Uni de Grande-Bretagne et d'Irlande du Nord et des quinze royaumes du Commonwealth depuis 1952. Plusieurs pièces de Souverain or à son effigie ont été créées afin de la représenter à différentes étapes de son règne de plus de 63 ans. Le souverain avec l'effigie d'Élisabeth II, fait son apparition en 1957, elle ne possède pas de valeur faciale, elle est considérée uniquement comme monnaie d'investissement puisque la livre sterling n'a jamais pu rétablir l'étalon-or aux normes d'avant 1914.

#### Souverain or Élisabeth II de 1957 à 1968

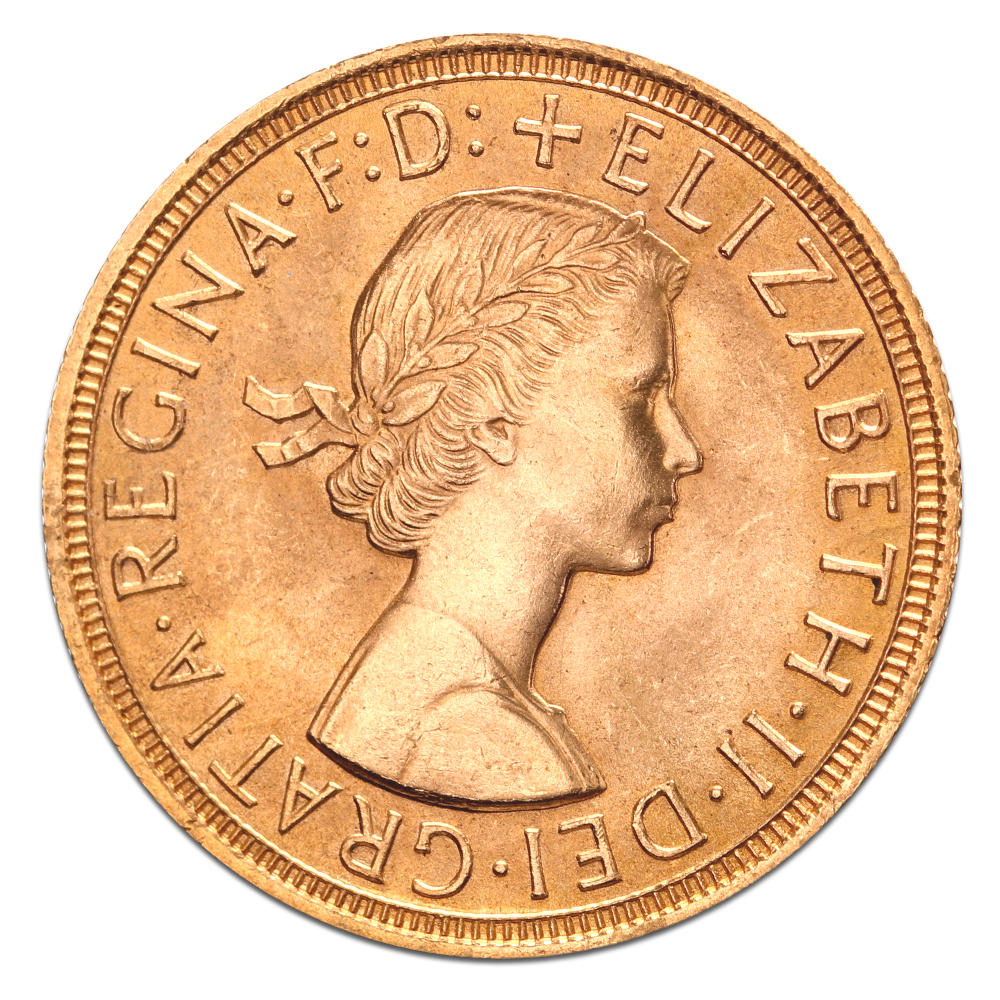
Avers Sovereign Elizabeth 1958

Cette première pièce a été frappée à plus de 45 millions d'exemplaires entre 1957 et 1968. Sur l'avers de cette pièce d'or, l'effigie de la jeune reine Elisabeth II, le profil tourné vers la droite, entourée par l'inscription : +ELIZABETH·II·DEI·GRATIA·REGINA·F:D: qui signifie Élisabeth II par la grâce de Dieu, reine, défenderesse de la foi. elle fut gravée par Mary Gillick.
Sur le revers de la pièce, la représentation de saint Georges pourfendant le dragon, en dessous le millésime et les initiales du graveur "B.P." pour Benedetto Pistrucci.

#### Souverain or Élisabeth II de 1974 à 1984
Profil de la reine jeune couronnée d'un diadème. Avec la mention ELIZABETH II DEI GRATIA REGINA F D. Cette pièce en or a été dessinée par Arnold Machin et frappé à un peu plus de 38 millions d'exemplaires.

#### Souverain or Élisabeth II de 1985 à 1997
Reine adulte coiffée d'une couronne pourtant un collier et boucle d'oreille. Le profil prend plus de place sur cette pièce. Les mentions sont plus petites, à gauche le nom de la reine : ELIZABETH II et à droite la mention DEI GRATIA REGINA F:D. Cette pièce a été gravée par Raphaël David Maklouf et a été frappé à 17 121 250 exemplaires.

#### Souverain or Élisabeth II depuis 1998
Dernière version de la pièce souverain Élisabeth II. Elle montre le portrait de la reine âgée avec une coupe plus courte au niveau du cou. Coiffée d'un diadème, le profil est de nouveau encadré dans sa totalité, l'inscription autour de la pièce est légèrement différente aux précédentes : « ELIZABETH II DEI GRA REGINA FID DEF ».
Il existe également des pièces commémoratives du Souverain Or Élisabeth, elles possèdent des caractéristiques différentes et elles sont destinées à des collectionneurs.
En 1989, une pièce commémorative du 500e anniversaire des Souverains en or. Cette pièce a des caractéristiques différentes, elle pèse 7,899 grammes, mesure 22,05 millimètres de diamètre pour 1,52 millimètres d'épaisseur et possède 91,7% d'or pur. Elle représente Élisabeth II, couronnée et assise sur le trône. Le revers représente un blason royal du Royaume-Uni surmonté d'une couronne, en arrière plan une rose, symbole de la dynastie Tudor. Le blason porte les armoiries de l'Angleterre (3 lions couchés), de l'Écosse (lion debout) et de l'Irlande (harpe celtique). La mention « Anniversary of The Gold Sovereign 1489-1989 » encadre la partie revers de la pièce. Gravée par Bernard R. Sindall, elle a été frappés à 28 000 exemplaires.
En 2002, pour le 50e anniversaire du règne d'Élisabeth II, une pièce commémorative frappée à 92 315 exemplaires, représente le même avers que la pièce d'investissement produite depuis 1998. Le revers dessiné par Thimothy Noad, représente le blason royal avec 2 branches de laurier autour.
En 2005, le quatrième souverain à l'effigie d'Élisabeth II, de type chevalier est frappé à 92 500 exemplaires.
En 2012, une nouvelle pièce commémorative est frappée à l'occasion du jubilé de diamant de la reine pour son 60e anniversaire. Le revers a été dessiné par Paul Day, avec la scène de saint Georges tuant le dragon. Et émis aux collectionneurs et investisseurs dans le monde entier.